# Lockheed R6V Constitution
Le Lockheed R6V Constitution est un grand avion de transport à double-pont, propulsé par des moteurs à pistons, développé dans les années 1940 par la Lockheed Aircraft Corporation comme avion de ligne et de transport militaire à grande capacité à destination de la Pan American World Airways et de l'United States Navy.
Seuls deux prototypes sont construits et, bien qu'ils entrent en service dans la Navy, le modèle s'avère sous-motorisé et trop grand pour être exploité par une compagnie aérienne. Bien que l'hydravion à coque Martin JRM Mars ait une plus grande envergure, le Constitution reste le plus gros avion à avoir été utilisé par l'United States Navy.

## Conception

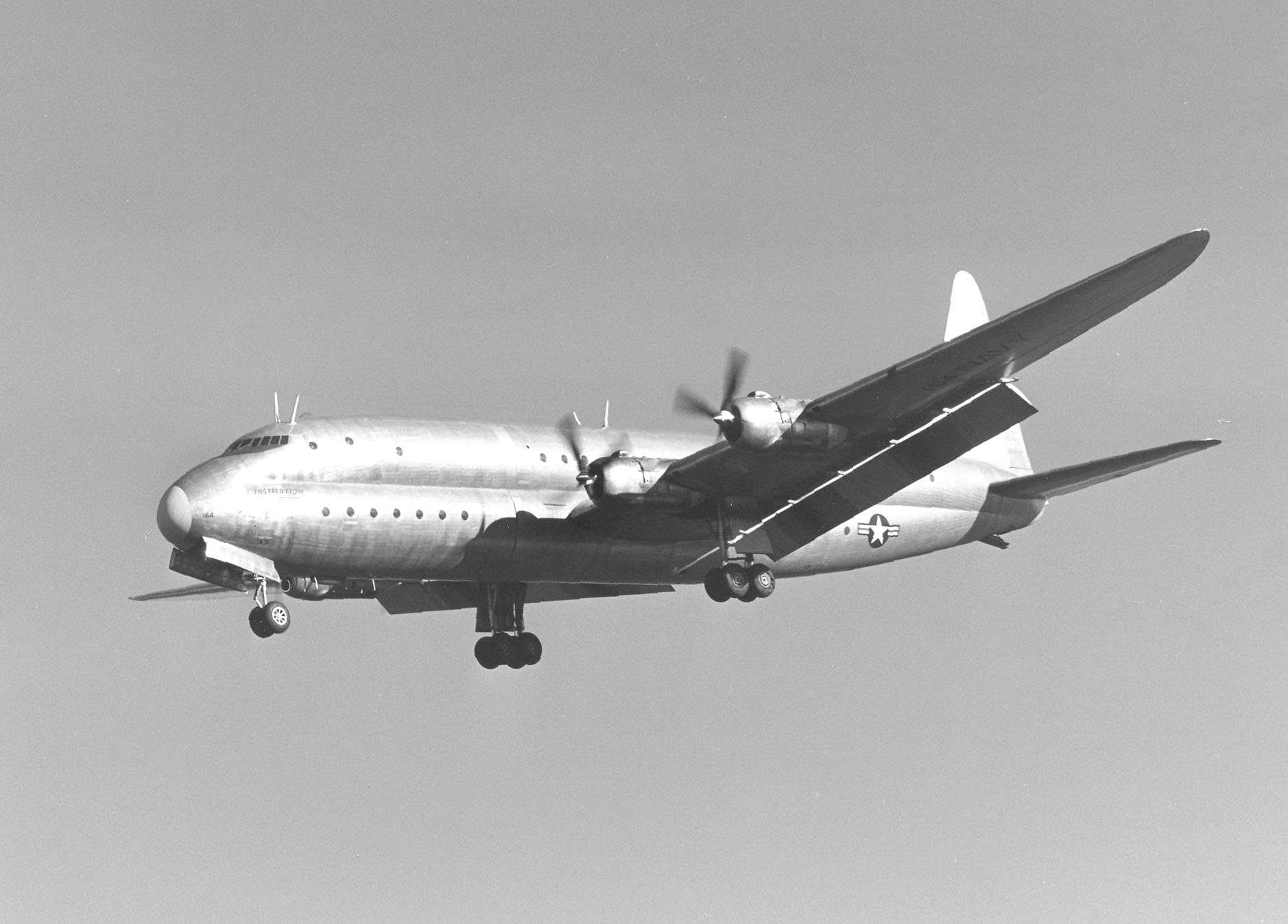
Atterrissage du XR6O-1 Constitution à l'aérodrome Moffett Federal Airfield.

La conception du Lockheed R6V Constitution débute en 1942, résultant d'une étude conjointe de la United States Navy, de Pan American World Airways et de Lockheed. Initialement désignée Lockheed Model 89, sa conception répondait au besoin d'un grand avion de transport destiné à améliorer ou compléter la flotte d'hydravions de la Marine américaine.
Cet avion devait pouvoir transporter 7 900 kg de fret sur 8 000 km à une altitude de croisière de 7 600 m et à une vitesse supérieure à 400 km/h. Il serait notamment entièrement pressurisé, équipé de systèmes d'alarme et assez grand pour que l'on puisse accéder aux équipements principaux si besoin de les réparer en vol.
L'avion est conçu par une équipe d'ingénieurs dirigée par Willis Hawkins, W.A. Pulver de Lockheed et le commandant E. L. Simpson, Jr. de la United States Navy. Son nom Constitution est dû au président de Lockheed, Robert E. Gross.
Le Constitution est muni d'un fuselage à "double bulle" (double pont à section transversale en « huit ») ; cette conception peu orthodoxe (introduite pour la première fois avec le Curtiss C-46 Commando) gardait les avantages structurels d'un cylindre pour la pressurisation de la cabine, en évitant le gaspillage d'espace qui résulterait d'un seul grand cylindre du même volume.
Il est prévu initialement de concevoir 50 Constitution pour le prix de 111 250 000 $, mais le contrat est finalement modifié lors de la victoire sur le Japon, au prix de 27 000 000 $ pour 2 Constitution.

## Historique

### PremierConstitution

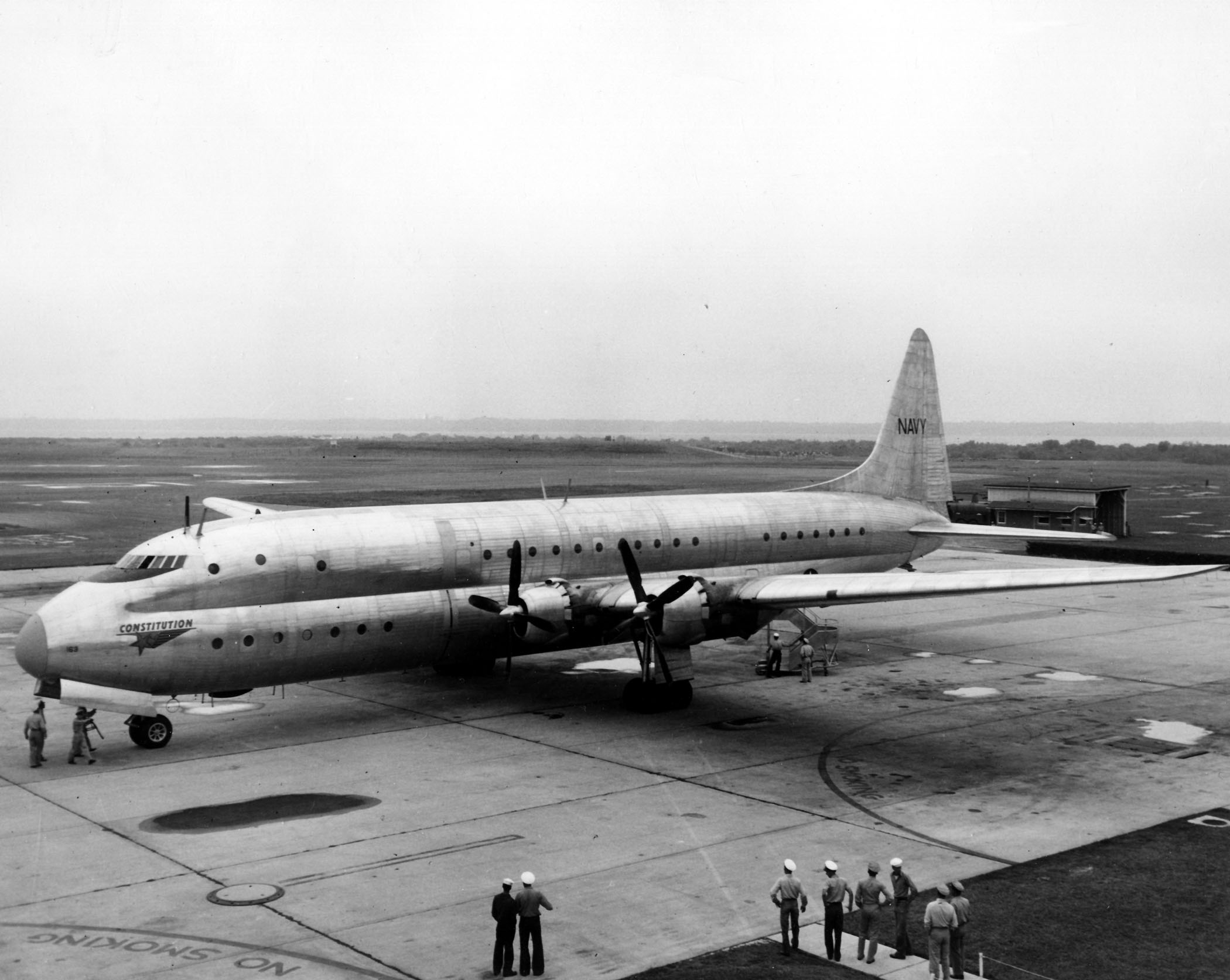
Le BuNo 85163 à l'aérodrome Naval Air Station Jacksonville.

Le premier Constitution, le BuNo 85163, est construit en 1946 dans les usines de Lockheed. En raison de la taille de la queue de l'avion, mesurant 15 m, un hangar de 124 m sur 302 m a été bâti, pour un coût de 1 250 000 $.
Son premier vol est effectué le 9 novembre 1946, avec aux commandes les pilotes Joe Towle et Tony LeVier. Une fois l'avion atterrit à la base aérienne de Muroc, celui-ci a du subir un programme complet d'essais.
Le 25 juillet 1948, un vol sans escale est effectué de Moffett Federal Airfield à NAS Patuxent River, pour en tout une distance totale de 3 960 km, avec aux commandes le commandant William Collins et ses copilotes, le capitaine de corvette James W. Robinson, et Roy Wimmer, un pilote d'essai de Lockheed.
Les premiers vols d'essais révèlent que l'avion est sous-motorisé, et son moteur est remplacé. Il est aussi testé d'équiper l'avion de six fusés installées sur les ailes, près du fuselage, pour pouvoir raccourcir la course au décollage (de 24 %).
Il est livré au Navy Transport Squadron 44, localisée à la Naval Air Station Alameda, le 2 février 1949.

### DeuxièmeConstitution
Le deuxième Constitution, le BuNo 85164, effectue son premier vol le 9 juin 1948 et atteint une altitude de 25 000 ft en 2 heures. 
Le pont supérieur du BuNo 85164, et, comparé à son précédent équipé de 92 places de luxes et de 12 membres d'équipage.
À l'arrière de la cloison avant, à côté de l'escalier menant au pont inférieur, se trouve une maquette originale de l'USS Constitution.
Le point inférieur dispose lui d'un espace de chargement de 208,8 m3 et est chargé par un treuil électrique. Il peut notamment accueillir jusqu'à 76 passagers.
De la même manière que son précèdent, il réalise aussi un vol sans escale. Il sert notamment au vol de 74 membres de presse de Moffett Field, à l'aéroport national de Washington le 3 février 1949.

### Phase opérationnelle
En raison de plusieurs problèmes opérationnels, le Constitution n'a finalement pas atteint ses objectifs initiaux. La grande cellule de cet avion n'a pas assez de puissance et son moteur a des problèmes de refroidissement, ce qui en soit peut-être compensé, mais augmenterait la traînée et réduisait le rayon d'action de l'appareil.
La United States Navy a exploité les deux Constitution jusqu'aux années 1940 et 1950. En 1949, elle annonce ne plus pouvoir exploiter ces appareils et propose aux compagnies aériennes un contrat, mais par faute de réponse elle décide finalement de les mettre hors service en 1953. Ils sont ensuite entreposés dans la station NAS Litchfield Park en 1955, et sont par la suite vendus pour la somme de 97 785 $.
Lockheed propose par la suite deux autres modèles inspirés du Constitution, qui peuvent accueillir jusqu'à 169 passagers, mais ceux-ci ne suscitent pas d'intérêt.
Le premier Constitution est amené à Las Vegas pour servir de panneau publicitaire, avant de finir hors d'usage, tandis que le deuxième Constitution lui est transporté à l'aéroport de Opa-locka pour pouvoir par la suite être transféré à Barcelone par vol de convoyage, mais un incendie endommage l'appareil ce qui l'oblige à rester à l'aéroport en juin 1970, avant d'être à son tour mis hors d'usage.

## Opérateurs
États-Unis
- United States Navy
  - VR-5
  - VR-44

## Caractéristiques

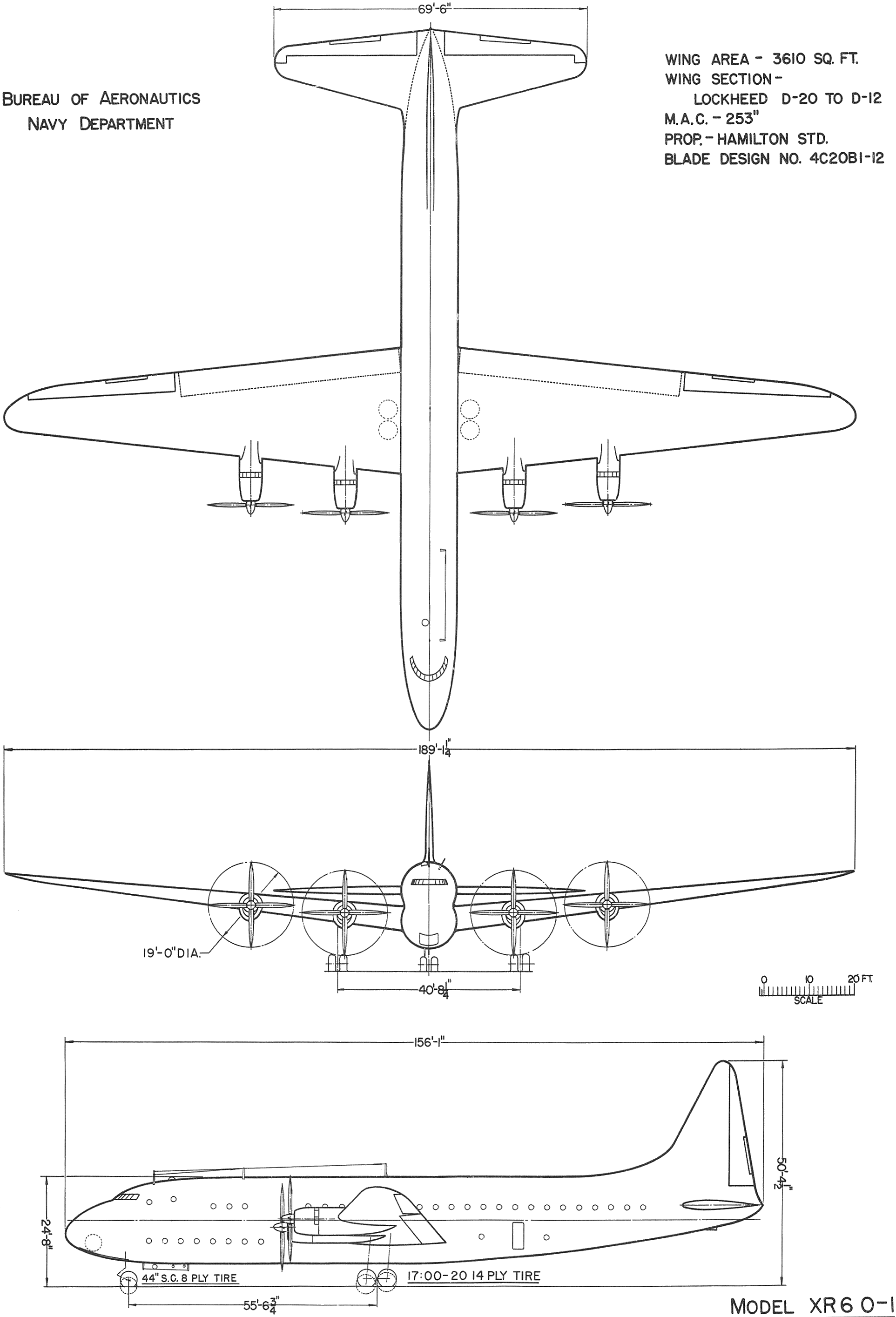
Dessin en 3 vues du XR6O-1 Constitution.

Motorisation
- Moteur : R-4360-22-W
- Nombre : 4
- Type : Moteur en étoile

Dimensions
- Envergure : 57,64 m
- Longueur: 47,57 m
- Hauteur : 15,35 m
- Surface alaire : 335 m2

Masses
- À vide : 51 970 kg

Performances
- Vitesse de croisière : 420 km/h
- Vitesse maximale : 490 km/h
- Rayon d'action : 10,100 km

### Articles
1. ↑  (en) « Lockheed Finishes Second Constitution », San Bernardino Daily Sun, vol. LIV, no 248,‎ 15 juin 1948, p. 1

### Ouvrages
1. ↑  Wainwright 2009, p. 60.
2. 1 2  Wainwright 2009, p. 61
3. ↑  Wainwright 2009 pp. 60–61.
4. 1 2  Wainwright 2009, p. 64.
5. ↑  Kirby 1990, pp. 90/7–90/8